# 富国生命保険
富国生命保険相互会社（ふこくせいめいほけん、英称：Fukoku Mutual Life Insurance Company）は、日本の生命保険会社である。略称はフコク生命。1923年（大正12年）11月創業。本社は東京都千代田区内幸町2丁目2-2にあるが、一部の本社機能は千葉ニュータウン本社（千葉県印西市大塚2-10）にある。

## 概要
日本国内の保険会社としては、長い歴史を持つ会社である。元来は根津嘉一郎が興した徴兵保険会社であり、富国徴兵保険（通称：富国徴兵）と称していた。
戦後、生命保険会社に転換。旧根津財閥系企業に属すが、のちに日本勧業銀行と親密な関係を築き、「勧銀十五社会」（のちに第一勧銀グループとなる）のメンバーとなる。このため、現在も同行の後身であるみずほコーポレート銀行・みずほ銀行が属すみずほフィナンシャルグループとは親密な関係を保っている。また、旧安田生命保険（現明治安田生命保険）とも親密な関係であり、同社の合併までは顧客サービスなどの面で提携を行っていた。
2006年（平成18年）に共栄火災海上保険株式会社（以下「共栄火災」）と業務提携。
共栄火災の子会社だった共栄火災しんらい生命保険株式会社の株式の80%を譲り受け、2008年（平成20年）2月1日、フコクしんらい生命保険株式会社に社名変更した。
東武タワースカイツリー株式会社の建設・運営する「東京スカイツリー」のオフィシャルパートナーである（東武鉄道とは同じ根津財閥系）。

## 沿革
- 1923年（大正12年）- 富国徴兵保険相互会社を創立。
- 1940年（昭和15年）- 内幸町の太平ビルを、自社ビル「富国館」として買収。
- 1945年（昭和20年）- 敗戦で徴兵制も廃止されたため、名称を富国生命保険相互会社に変更。
- 1947年（昭和22年）- 第三代社長小林中が生命保険協会会長に就任。靖国神社境内「遊就館」へ本社移転。
- 1957年（昭和32年）- 後楽園球場（当時。現在の東京ドーム）フェンスに社名広告を実施。
- 1962年（昭和37年）- 業界初の純保険料式責任準備金の積立を実施
- 1980年（昭和55年）- 富国生命ビル竣工により、本社を東京都千代田区内幸町二丁目に移転。
- 1987年（昭和62年）- 日本初の「通院給付特約」を発売
- 1990年（平成2年）- 英国に富国生命インターナショナル株式会社を設立。サンリオピューロランドに協賛。
- 1991年（平成3年）- 第7代社長に小林喬就任。
- 1992年（平成4年）- 日本初の「高度先進医療特約」を発売
- 1993年（平成5年）-「フコク生命カード」の発行開始。広告メッセージコピー「すてきな未来応援します」決定。フコク生命チャリティコンサート開催。
- 1994年（平成6年）- 富国生命インシュアランスサポート株式会社設立。携帯端末機「スーパープランナー」導入。
- 1995年（平成7年）- 富国ビジネスサービス株式会社設立。
- 1996年（平成8年）- 日新火災と業務提携基本契約を締結。フコク赤ちゃんクラブ発足。5年ごと利差配当付定期付終身保険「スーパーWAY」シリーズ発売。
- 1997年（平成9年）- 千葉ニュータウン研修センター竣工。
- 1998年（平成10年）- 第8代社長に秋山智史就任。
- 1999年（平成11年）- フコク生命カードの郵貯ATMでの提携サービス開始。
- 2000年（平成12年）- 5年ごと利差配当付定期付積立型介護保険「プライムケア」発売。
- 2001年（平成13年）- 千葉ニュータウン本社が業務開始。携帯端末機「PlanDo」の導入。業界初の兄弟割引を導入した「学資保険」を発売。新医療保険「医療大臣」発売。
- 2002年（平成14年）- 米国に富国生命インターナショナル株式会社を設立。フコク情報システム株式会社設立。日本初の移植医療を保障する「移植医療特約（O2）」を発売。金融機関において個人年金保険の販売を開始。
- 2003年（平成15年）- 5年ごと利差配当付新積立型介護保険「ケア・イズム」発売。
- 2004年（平成16年）- 5年ごとの利差配当付新積立型介護保険「ケア・イズム・アドバンス」発売。セコム損害保険と業務提携。
- 2006年（平成18年）- 共栄火災海上保険株式会社との業務提携に合意。
- 2008年（平成20年）- 共栄火災しんらい生命の株式80%を取得。同社の商号をフコクしんらい生命保険株式会社に変更。
- 2009年（平成21年）- 医療保険「医療大臣プレミア」を発売。
- 2010年（平成22年）- 大阪富国生命ビル竣工。
- 2011年（平成23年）- 就業不能保障特約「はたらくささえ」発売。シンガポール駐在員事務所設立。東京スカイツリーのオフィシャルパートナーになる。
- 2013年（平成25年）- 特約組立型総合保険「未来のとびら」発売。
- 2014年（平成26年）- 収入保障特約〈逓減型〉発売。富国生命リサーチ（シンガポール）株式会社設立。
- 2015年（平成27年）- 生活障害保障特約発売。個人年金保険「みらいプラス」発売。苦情対応マネジメントシステムに関する国際規格「ISO10002」の自己適合宣言。
- 2016年（平成28年）
  - 国連責任投資原則（PRI）への署名。
  - 医療保険「医療大臣プレミアエイト」を発売。
  - 富国生命リサーチ（シンガポール）株式会社に資産運用機能を追加、社名を富国生命インベストメント（シンガポール）株式会社へ変更。
  - 「コーポレートガバナンス基本方針」を公表。
- 2017年（平成29年）-「消費者志向自主宣言」を公表。『「お客さま基点」の業務運営方針』を公表。
- 2018年（平成30年）- 携帯端末機「PlanDo」(iPad)の導入。介護終身年金特約＜認知症加算型＞発売。100周年プロジェクト始動。
- 2022年（令和4年）- 医療保険「ワイド・プロテクト」を発売。
- 2023年（令和5年）- 創業100周年を迎える。

## 歴代社長
初代社長
根津嘉一郎（ねづ　かいちろう）（1923年11月 -）
東武鉄道社長を務めるなど、「鉄道王」と呼ばれた。
第二代社長
吉田義輝（よしだ　よしてる）（1940年1月 -）
第三代社長
小林中（こばやし　あたる）（1947年2月 -）
日本開発銀行総裁、アラビア石油会長を務めるなど、財界四天王の1人と呼ばれた財界人。
第四代社長
佐竹次郎（さたけ　じろう）（1951年4月 -）
昭和電工社長などを務める。
第五代社長
森武臣（もり　たけおみ）（1953年9月 -）
第六代社長
古屋哲男（ふるや　てつお）（1971年3月 -）
第七代社長
小林喬（こばやし　たかし）（1991年4月 -）
中の長男。
第八代社長
秋山智史（あきやま　ともふみ）（1998年7月 -）
若い頃アラビア石油に出向し、小林中の秘書として活躍、師事。
富士急行、帝国ホテル、東京ドーム、日清紡績で取締役も務める。
第九代社長
米山好映（よねやま　よしてる）（2010年7月 -）
第十代社長
渡部毅彦（わたべ　たけひこ）（2025年4月 -）

## 関連会社
- フコクしんらい生命保険株式会社
- 富国保険サービス株式会社
- 富国生命インシュアランスサポート株式会社
- 株式会社富国保険エージェンシー
- 富国生命投資顧問株式会社
- 富国生命インターナショナル（英国）株式会社
- 富国生命インターナショナル（米国）株式会社
- 富国生命インベストメント（シンガポール）株式会社
- 富国ビジネスサービス株式会社
- 株式会社富国収納サービス社
- フコク情報システム株式会社
- 日本カストディ銀行株式会社
- 確定拠出年金サービス株式会社

## テレビCM出演者
- 桑田真澄
- 上川隆也
- 中越典子
- 林原めぐみ（キティの声で出演）
- 斎藤工

## 提供番組

### 現在
- THE TIME,（TBS系列）- 主に火曜日に提供。
- 世界一受けたい授業（日本テレビ系列）2023年10月 - 2024年3月

### 過去
- 最終警告!たけしの本当は怖い家庭の医学（朝日放送制作・テレビ朝日系列）
- 人生で大事なことは○○から学んだ （上記参照）
- にじいろジーン （カンテレ制作・フジテレビ系列）
- サンリオキャラクターズ ポンポンジャンプ!（BSフジ）

## 不祥事
1997年～2014年に販売した医療保険の特約で保険金の支払い漏れがあった。